# Tholeiit

Klassifikation der Basalte nach Mineralbestand (Basalttetraeder)

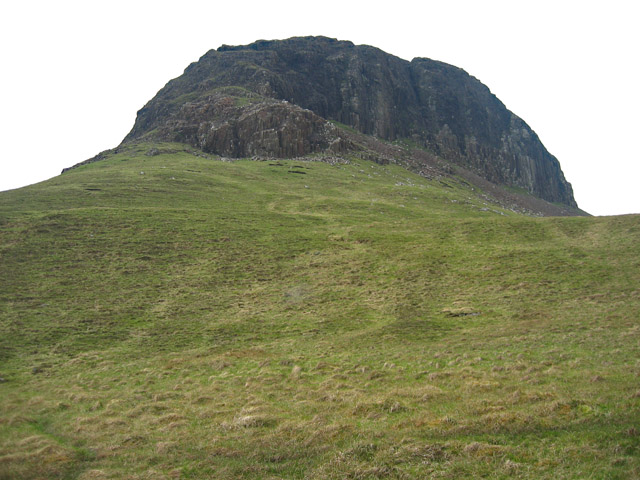
Preshal Beag, ein Härtling aus Tholeiitbasalt, Großbritannien

Tholeiit (seltener auch Tholeyit, früher auch als Trapp-Basalt bezeichnet) ist nach der Ortschaft Tholey im Saarland benannt und bezeichnet einen dunklen, dichten Vulkanit aus der Gruppe der Basalte mit den Hauptgemengteilen Pyroxen (Orthopyroxen + Klinopyroxen) und Calcium-reichem Plagioklas (An > 50) in der Grundmasse. Als Einsprenglinge kommen Plagioklas (An 70-95) und Pyroxen vor. Weitere Gemengteile können Quarz, Olivin (diese jedoch nie nebeneinander!) und Erzminerale bilden.

## Geschichte der Nomenklatur
Die ursprüngliche Typlokalität dieser Basaltvariante liegt in der Umgebung Tholeys am Schaumberg; jedoch entspricht das Gestein des hier anstehenden Basalt-Dykes, der ihr den Namen gegeben hat, u. a. aufgrund seiner Gehalte an seltenen Erden geochemisch nicht vollständig den ozeanischen und kontinentalen tholeiitischen Basalten. Vielmehr handelt es sich um einen leukokraten, subvulkanisch gebildeten Monzodiorit. Unter anderem aus diesem Grund soll nach der Empfehlung der IUGS die Bezeichnung Tholeiit nicht mehr für die bisher mit diesem Namen bezeichnete, weit verbreitete Gruppe subalkalischer Basaltgesteine verwendet werden, sondern tholeiitischer Basalt.

## Klassifikation
In der Darstellung im Basalttetraeder finden sich die Tholeiite rechts von der (im Diagramm rot dargestellten) Ebene der Siliciumuntersättigung, d. h., tholeiitische Gesteine enthalten stets soviel SiO2, dass keine Foidminerale, sondern stets Feldspäte gebildet werden. Innerhalb dieser Gruppe kann eine weitere Unterteilung durch die Siliciumsättigung (im Diagramm durch die graue Ebene dargestellt) vorgenommen werden: Gesteine rechts dieser Ebene enthalten soviel SiO2, dass im Gestein freier Quarz (Qz im Diagramm) vorliegen kann. Links davon erlaubt der SiO2-Gehalt noch nicht die Bildung von Quarz, aber von Orthopyroxenen (opx im Diagramm) wie Enstatit.

## Vorkommen
Tholeiitische Basalte sind die häufigsten Gesteine in der Erdkruste. Sie bilden den Hauptanteil der ozeanischen Kruste und der MORBs (mid ocean ridge basalt) und treten auch in der kontinentalen Kruste auf, wie z. B. auch am Vogelsberg, im Westerwald und in der Lausitz.

## Verwendung
Verwendung finden Tholeiite wie die meisten Basaltarten häufig als Pflastersteine im Straßenbau oder als Schottersteine bei Eisenbahngleisen.